# Live PA
Live PA (Sendo "PA" = "Performance Artist") é um termo utilizado para denominar o ato de se realizar uma performance com música, vídeo ou fotografia (freqüentemente arte digital) ao vivo. Isso é diferente do trabalho comum de um DJ, por exemplo, porque a música é criada pela pessoa que está realizando a performance, com o elemento da improvisação e composição ao vivo ou arranjo musical.
Muitos artistas populares do mundo da arte digital podem ser categorizados como artistas Live PA, como Kraftwerk, Addictive TV, Underworld, The Chemical Brothers, Crystal Method, The Prodigy, Daft Punk, dentre outros.
Enquanto o termo "Live PA" literalmente significa "Artista de Performance Ao Vivo", geralmente é referido a performances ao vivo de arte digital, com sintetizadores, controladoras MIDI, samplers, e seqüenciadores. O termo "Live PA" pode ser usado como pronome ou adjetivo.
Há uma certa polêmica sobre a definição exata de "PA". Em outras interpretações "PA" significa "Aparição Pessoal" do artista, e uma pequena minoria mantém a opinião de que significa "Endereço Público" (Public Address), ou uma referência ao sistema sonoro PA de onde sai a música que é tocada ao público.